# Myriopathes bifaria
Myriopathes bifaria är en korallart som först beskrevs av Brook 1889.  Myriopathes bifaria ingår i släktet Myriopathes och familjen Myriopathidae. Inga underarter finns listade i Catalogue of Life.